# Чемпионат мира по гребле на байдарках и каноэ 1948
2-й чемпионат мира по гребле на байдарках и каноэ прошёл с 13 по 16 августа 1948 года в Лондоне (Великобритания). Представители 10 стран разыграли 5 комплектов наград в дисциплинах, не вошедших в программу XIV летних Олимпийских игр. Были проведены 4 спринта на байдарках среди мужчин и 1 спринт на байдарках среди женщин.

## Медалисты

### Мужчины

#### Байдарки
| Дисциплина           | Золото                                                                           | Время  | Серебро                                                                     | Время  | Бронза                                                                 | Время  |
| K-1 500 м            | Герт Фредриксон (Швеция)                                                         | 2:14,2 | Ларс Глассер (Швеция)                                                       | 2:15,0 | Поуль Аггер (Дания)                                                    | 2:15,4 |
| K-1 4×500 м эстафета | Швеция · Ларс Глассер · Ларс Хельсвик · Леннарт Клингстрём · Герт Фредриксон     | 8:44,5 | Норвегия · Ивар Матисен · Ивар Иверсен · Ханс Гульбрандсен · Эйвинд Скабо   | 8:52,2 | Дания · Бернхард Йенсен · Поуль Аггер · Эйвинд Хансен · Йохан Андерсен | 8:56,9 |
| K-2 500 м            | Финляндия · Туре Аксельссон · Нильс Бьёрклёф                                     | 2:06,4 | Дания · Альфред Кристенсен · Финн Расмуссен                                 | 2:07,0 | Дания · Бернхард Йенсен · Эйвинд Хансен                                | 2:08,1 |
| K-4 1000 м           | Швеция · Ханс Берглунд · Леннарт Клингстрём · Гуннар Окерлунд · Ханс Веттерстрём | 4:01,9 | Австрия · Херберт Клепп · Пауль Фелингер · Вальтер Пиманн · Альфред Умгехер | 4:06,8 | Чехословакия · Людвик Клима · Карел Ломецкий · Ота Кроутил · Милош Пех | 4:08,1 |

### Женщины

#### Байдарки
| Дисциплина | Золото                               | Время  | Серебро                                           | Время  | Бронза                                      | Время  |
| K-2 500 м  | Дания · Карен Хофф · Бодиль Свендсен | 2:22,9 | Чехословакия · Марта Кохоутова · Ружена Коштялова | 2:23,0 | Австрия · Фритци Швингль · Гертруде Либхарт | 2:24,0 |

## Командный зачёт
| Место | Страна       | Золото | Серебро | Бронза | Всего |
| ----- | ------------ | ------ | ------- | ------ | ----- |
| 1     | Швеция       | 3      | 1       | 0      | 4     |
| 2     | Дания        | 1      | 1       | 3      | 5     |
| 3     | Финляндия    | 1      | 0       | 0      | 1     |
| 4     | Австрия      | 0      | 1       | 1      | 2     |
| 4     | Чехословакия | 0      | 1       | 1      | 2     |
| 6     | Норвегия     | 0      | 1       | 0      | 1     |
| Всего | Всего        | 5      | 5       | 5      | 15    |